# 伯顿·贾斯特拉姆
伯顿·贾斯特拉姆（英語：Burton Jastram，1910年6月5日—1995年5月20日），美国男子赛艇运动员。他曾代表美国参加1932年夏季奥林匹克运动会赛艇比赛，获得男子八人单桨有舵手金牌。